# Crenicichla reticulata
Crenicichla reticulata är en fiskart som först beskrevs av Heckel, 1840.  Crenicichla reticulata ingår i släktet Crenicichla och familjen Cichlidae. Inga underarter finns listade i Catalogue of Life.